# 20 tantos
20 tantos fue una serie española de televisión, producida por BocaBoca y emitida por Telecinco en la sobremesa, de lunes a viernes, durante la temporada 2002-2003.

## Argumento
La serie narra las peripecias de un grupo de jóvenes que acaban de salir de la escuela y deben enfrentarse a la vida de nuevos trabajadores, con todo que ésta acarrea: amor y amistad.

## Reparto
- Noelia Castaño ...  Gloria Reyes
- Cristóbal Suárez ...  Miguel Adame
- Pilar Abella ...  Carmen Reyes
- Sergio Mur ...  Manu Ambrán
- Quim Vila ...  Enrique de la Cruz
- Bárbara Lluch ...  Natalia de la Cruz
- Anna Ycobalzeta ...  Úrsula
- William Miller ...  Víctor Ambrán
- Marco de Paula ...  Isaías
- Bárbara Elorrieta  Vero
- Javier Lago ...  Daniel Ambrán
- Marisa Lahoz
- Manex Rekarte
- Alberto Amarilla

## Ficha Técnica
- Dirección: Ricardo Jiménez Roig
- Producción: César Benítez, Carmen Agraz, Carlos Arias, María José Zulueta.
- Seria Creada por: Benjamín Zafra.
- Guiones: Eduardo Zaramella, Pedro Gómez, Sonia Gómez.
- Música: Luis Elices, Francisco Musulén.
- Fotografía: David Azcano.
- Decorados: Marcelo Pacheco
- Vestuario: Natacha Fernández

## Audiencias
La serie contó con una media de cuota de pantalla de 14'9% (1.733.000 espectadores).

## Capítulos y audiencias
| Capítulo          | Nombre                                                     | Fecha de emisión                  | Hora        | Espectadores        | Share       |
| ----------------- | ---------------------------------------------------------- | --------------------------------- | ----------- | ------------------- | ----------- |
| PRIMERA TEMPORADA |                                                            |                                   |             |                     |             |
| 01 02             | El Ángel de la vida Soy Ángel... encantado                 | Domingo 28 de junio de 2009       | 17:40 18:33 | 1.975.000 1.959.000 | 13,5% 12,9% |
| 03                | Los unos y los otros                                       | Lunes 29 de junio de 2009         | 19:04       | 1.971.000           | 12,9%       |
| 04                | Primera ronda                                              | Martes 30 de junio de 2009        | 19:11       | 1.770.000           | 10,5%       |
| 05                | La mar... ¿en calma?                                       | Miércoles 1 de julio de 2009      | 19:00       | 1.794.000           | 10,8%       |
| 06                | Pacto de silencio                                          | Jueves 2 de julio de 2009         | 19:01       | 1.770.000           | 10,8%       |
| 07                | Entre la espada y la pared                                 | Viernes 3 de julio de 2009        | 19:00       | 1.737.000           | 10,4%       |
| 08 09             | Duelo de DJ's El día antes                                 | Lunes 6 de julio de 2009          | 15:36 16:20 | 1.949.000           | 7,4%        |
| 10                | A tope                                                     | Martes 7 de julio de 2009         | 15:42       | 1.964.000           | 7,8%        |
| 11 12             | Inocente o culpable Ángel despierta                        | Miércoles 8 de julio de 2009      | 15:40       | 1.039.000           | 8,7%        |
| 13                | Ángel retira la denuncia a Víctor                          | Jueves 9 de julio de 2009         | 15:44       | 1.922.000           | 7,6%        |
| 14 15             | Tamara, celosa de Ainhoa Ángel desvela su secreto a Ainhoa | Viernes 10 de julio de 2009       | 15:35       | 1.965.000           | 8,3%        |
| 16                | Condenado al silencio                                      | Lunes 13 de julio de 2009         | 15:43       | 1.160.000           | 9,3%        |
| 17                | Hermanos                                                   | Martes 14 de julio de 2009        | 15:45       | 1.940.000           | 7,9%        |
| 18                | Rumores, rumores                                           | Miércoles 15 de julio de 2009     | 15:45       | 1.917.000           | 7,8%        |
| 19                | Socorrista en apuros                                       | Jueves 16 de julio de 2009        | 15:45       | 1.875.000           | 7,7%        |
| 20                | Reencuentros                                               | Viernes 17 de julio de 2009       | 15:45       | 1.054.000           | 8,7%        |
| 21                | Idas y venidas                                             | Lunes 20 de julio de 2009         | 15:45       | 1.019.000           | 8,6%        |
| 22                | Al desnudo                                                 | Martes 21 de julio de 2009        | 15:45       | 1.906.000           | 7,5%        |
| 23                | Talentos ocultos                                           | Miércoles 22 de julio de 2009     | 15:45       | 1.999.000           | 8,1%        |
| 24                | Pasarela Sunset                                            | Jueves 23 de julio de 2009        | 15:45       | 1.082.000           | 9,1%        |
| 25                | Los reyes del Sunset                                       | Viernes 24 de julio de 2009       | 15:45       | 1.972.000           | 8,1%        |
| 26                | Las bicicletas son para el verano                          | Lunes 27 de julio de 2009         | 15:45       | 1.217.000           | 10,1%       |
| 27                | Secretos y mentiras                                        | Martes 28 de julio de 2009        | 15:45       | 1.005.000           | 8,9%        |
| 28                | Cambio de bando                                            | Miércoles 29 de julio de 2009     | 15:45       | 1.991.000           | 8,7%        |
| 29                | Encuentros y desencuentros                                 | Jueves 30 de julio de 2009        | 15:45       | 1.039.000           | 9,3%        |
| 30                | Socios de fuga                                             | Viernes 31 de julio de 2009       | 15:45       | 1.960.000           | 8,7%        |
| 31                | De acusados y de víctimas                                  | Lunes 3 de agosto de 2009         | 15:45       | 1.939.000           | 8,4%        |
| 32                | Cambio de dirección                                        | Martes 4 de agosto de 2009        | 15:45       | 1.799.000           | 7,4%        |
| 33                | Cenas trampa                                               | Miércoles 5 de agosto de 2009     | 15:45       | 1.754.000           | 6,8%        |
| 34                | Citas                                                      | Jueves 6 de agosto de 2009        | 15:45       | 1.910.000           | 8,1%        |
| 35                | Ayer, hoy y... ¿mañana?                                    | Viernes 7 de agosto de 2009       | 15:55       | 1.841.000           | 7,6%        |
| 36                | Miss Robinson                                              | Lunes 10 de agosto de 2009        | 16:30       | 1.153.000           | 1,45%       |
| 37                | Algo más que amigos                                        | Martes 11 de agosto de 2009       | 16:30       |                     |             |
| 38                | Entre la espada y la pared                                 | Miércoles 12 de agosto de 2009    | 16:30       |                     |             |
| 39                | ¡Viva los novios!                                          | Jueves 13 de agosto de 2009       | 16:30       | 1.180.000           | 0,78%       |
| 40                | La resaca                                                  | Viernes 14 de agosto de 2009      | 16:30       |                     |             |
| 41                | Vuelta al hogar                                            | Lunes 17 de agosto de 2009        | 16:30       |                     |             |
| 42                | Un Ángel en casa                                           | Martes 18 de agosto de 2009       | 16:30       |                     |             |
| 43                | Un paso del tiempo                                         | Miércoles 19 de agosto de 2009    | 16:30       |                     |             |
| 44                | Lazos rotos                                                | Jueves 20 de agosto de 2009       | 16:30       |                     |             |
| 45                | Amarse a pesar de todo                                     | Viernes 21 de agosto de 2009      | 16:30       |                     |             |
| 46                | Juntos para siempre                                        | Lunes 24 de agosto de 2009        | 16:30       |                     |             |
| 47                | De la risa al llanto                                       | Martes 25 de agosto de 2009       | 16:30       | 1.130.000           | 1,23%       |
| 48                | A la fuga                                                  | Miércoles 26 de agosto de 2009    | 16:30       |                     |             |
| 49                | El día que vivimos peligrosamente                          | Jueves 27 de agosto de 2009       | 16:30       |                     |             |
| 50                | Al borde del precipicio                                    | Viernes 28 de agosto de 2009      | 16:30       |                     |             |
| 51                | Lejos de casa                                              | Lunes 31 de agosto de 2009        | 16:30       |                     |             |
| 52                | El traidor                                                 | Martes 1 de septiembre de 2009    | 16:30       |                     |             |
| 53                | Vidas paralelas                                            | Miércoles 2 de septiembre de 2009 | 16:30       |                     |             |
| 54                | Máscaras y mascaradas                                      | Jueves 3 de septiembre de 2009    | 16:30       |                     |             |
| 55                | El abismo a un solo paso                                   | Viernes 4 de septiembre de 2009   | 16:30       |                     |             |
| 56                | Entre el amor y el odio                                    | Lunes 7 de septiembre de 2009     | 16:30       |                     |             |
| 57                | Una nueva vida                                             | Martes 8 de septiembre de 2009    | 16:30       | 1.183.000           | 1,54%       |
| 58                | El martillo                                                | Miércoles 9 de septiembre de 2009 | 16:30       |                     |             |
| 59                | El final de la cuenta atrás                                | Jueves 10 de septiembre de 2009   | 16:30       |                     |             |
| 60                | El último atardecer                                        | Viernes 11 de septiembre de 2009  | 16:30       |                     |             |